# سیارک ۷۸۶۲
سیارک ۷۸۶۲ (به انگلیسی: 7862 Keikonakamura، نامگذاری:1981EE28) هفت هزار و هشتصد و شصت و دومین سیارک کشف شده‌است که در ۲ مارس ۱۹۸۱ کشف شد.
قدر مطلق سیارک برابر ۲۰.۴ است.